# Барвані (округ)
|Часовой пояс = +5:30
```
|Сайт                             =
http://barwani.nic.in/
 
[
Архівовано
 7 лютого 2003 у 
Wayback Machine
.
]
```

Барвані (англ. Barwani) — округ в індійському штаті Мадх'я-Прадеш. Входить в Дивізіон Індор . Утворений в 1998 році з частини території округу Західний Німар. Адміністративний центр — місто Барвані. Площа округу — 5422 км². За даними всеіндійського перепису 2001 року населення округу становило 1 081 441 чоловік. Рівень грамотності дорослого населення становив 41,5 %, що значно нижче середньоіндійського рівня (59,5 %). Частка міського населення становила 16,4 %.
22°01′29″ пн. ш. 74°55′05″ сх. д. / 22.02485° пн. ш. 74.91805° сх. д.